# 奈良公園
奈良公園（ならこうえん）は、奈良県奈良市にある都市公園である。国の名勝にして名所でもある。

## 概要

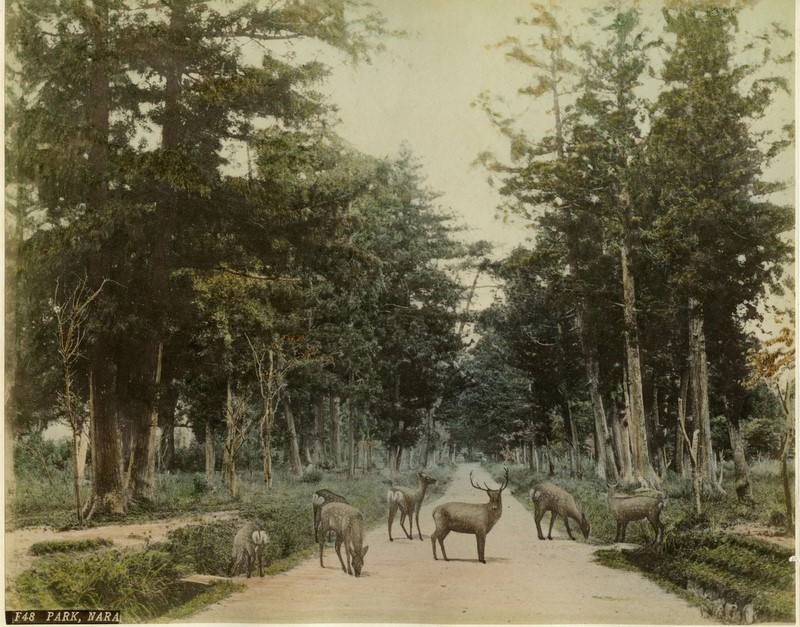
19世紀末の奈良公園

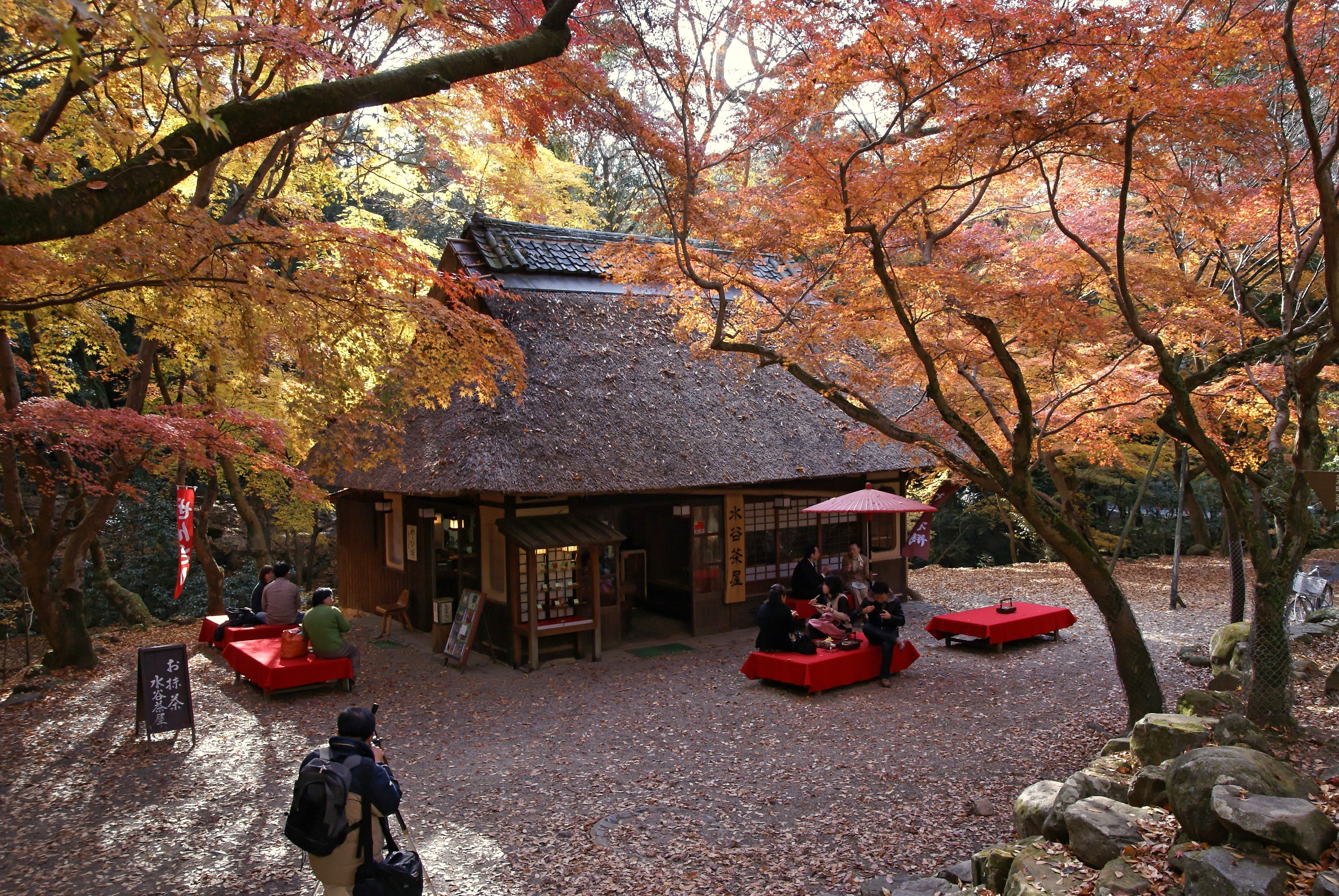
公園内の茶屋

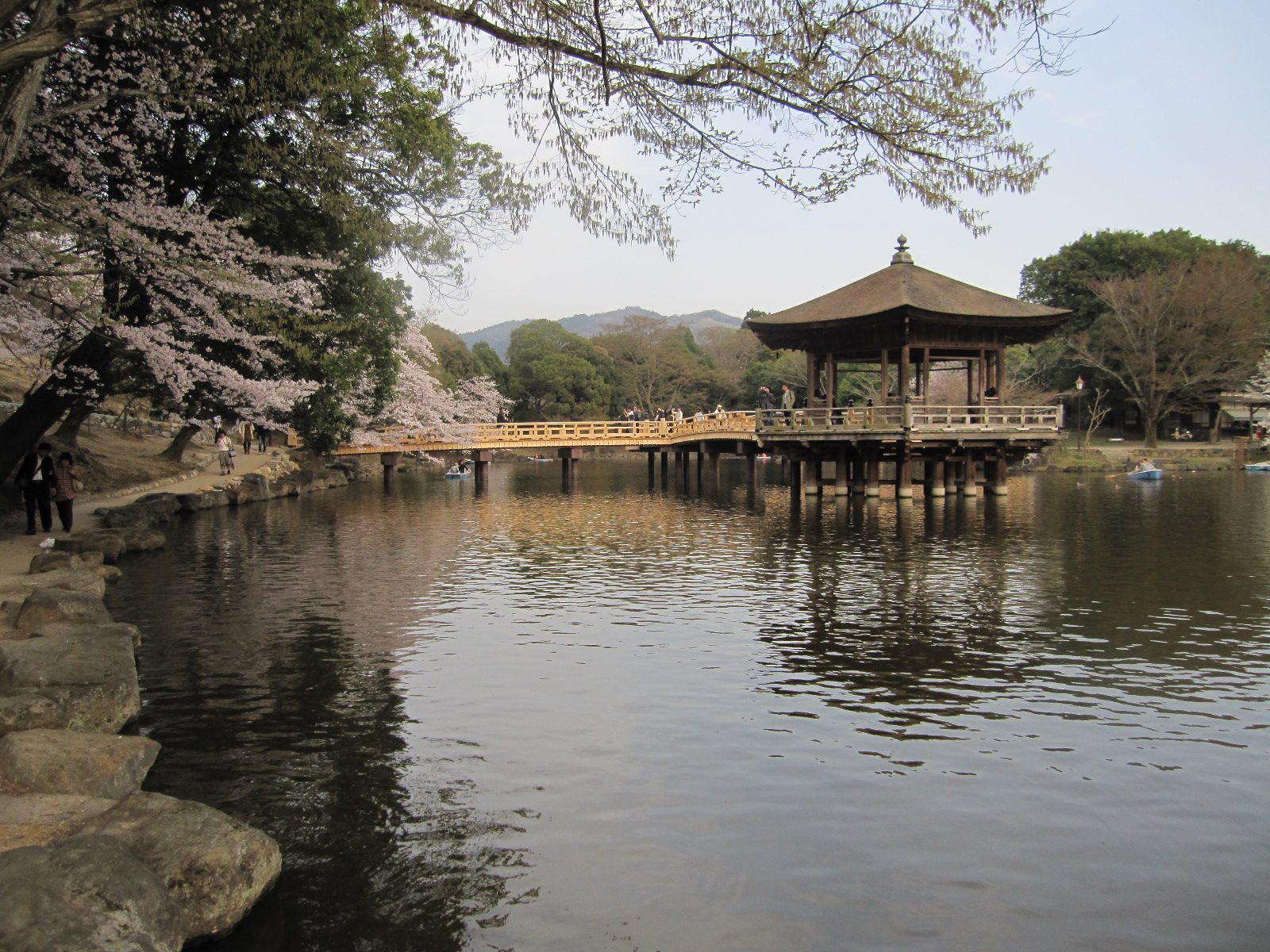
鷺池と浮見堂

太政官布達により1880年（明治13年）2月14日開。都市公園としての正式名称は「奈良県立都市公園 奈良公園」といい、総面積は約502ヘクタール。周辺の興福寺、東大寺、春日大社、奈良国立博物館なども含めると総面積はおよそ660ヘクタール（東西約4キロメートル、南北約2キロメートル）に及ぶ。通常はこの周辺社寺を含めたエリアを"奈良公園"と呼ぶ。
公園内には多くの国宝指定・世界遺産登録物件が点在し、年間を通じて日本国内のみならず外国からも多くの観光客が訪れ、日本を代表する観光地の一つとなっている。
奈良の大仏や鹿（約1200頭）は国際的にも有名で、奈良観光のメインとなっており、修学旅行生の姿も多く見られる。東大寺修二会やなら燈花会、正倉院展、春日若宮おん祭など古都ならではの見ごたえのある行事も数多い。春には桜の名所として、日本さくら名所100選に選定されており、浮見堂周辺で花見を楽しむ人も多い。
塀・柵・門などがなく入園料も不要なのでどこからでも、いつでも（365日・24時間）散策することができる。なお、文化財保護法に基づいて指定された「名勝奈良公園」の範囲は「県立都市公園奈良公園」の範囲とは異なっている（詳細は後述）。

## 奈良公園の範囲
「奈良公園」の範囲については、(1) 一般的に認知されている広義の奈良公園、(2) 都市公園法に基づく公園としての「奈良県立都市公園奈良公園」、(3) 文化財保護法に基づいて指定された文化財としての「名勝奈良公園」の3種類があり、これら3つの「奈良公園」は、それぞれ指し示す範囲が異なっている。
県立都市公園としての奈良公園は、猿沢池、荒池、春日野などの平坦地のみならず、若草山、花山、芳山（ほやま）などの山間部も含まれ、総面積は502.38ヘクタール。うち平坦地が39.82ヘクタール、山林が462.56ヘクタールである。県立都市公園としての奈良公園の範囲には、東大寺、興福寺、春日大社などの社寺境内地は含まれていない。一方、「名勝奈良公園」の指定範囲は524ヘクタールで、県立都市公園の範囲のほか、東大寺（正倉院敷地を除く）と興福寺の境内地も指定範囲に含まれている。春日大社境内地、御蓋山、奈良国立博物館敷地、正倉院敷地は、県立都市公園・名勝のいずれにも含まれない。「名勝奈良公園」の範囲に加え、社寺境内などの隣接地を含む範囲で、その総面積は660ヘクタールとされている。
広義の奈良公園には、都市計画法および奈良県風致地区条例に基づく「春日山風致地区」、古都における歴史的風土の保存に関する特別措置法に基づく「歴史的風土特別保存地区」および「歴史的風土保存区域」、自然公園法に基づく自然公園（大和青垣国定公園）などの法規制のかかった地区を含んでいる。また、文化財保護法に基づいて指定された文化財としては、「名勝奈良公園」のほかに、国の特別天然記念物である「春日山原始林」、国の天然記念物である「春日大社ナギ樹林」「ルーミスシジミ棲息地」「知足院ナラノヤエザクラ」、国の史跡である「東大寺旧境内」「興福寺旧境内」「春日大社境内」などが存在する。公園内に生息する鹿は、春日大社の神使として古くから神聖視され、人に馴れてはいるが、飼育動物ではなく野生動物であり、「奈良のシカ」の名称で国の天然記念物に指定されている。
都市公園としての奈良公園の始まりは堺県時代の1880年（明治13年）で、この年、当時官有地であった興福寺境内を公園とした（面積14ヘクタール）。その後、堺県が大阪府に編入され、大阪府から奈良県が分離独立したのち、新生奈良県の初代県知事であった税所篤（元・堺県令）の公園地拡張工事の上申を受け、1889年（明治22年）には、東大寺境内、春日野、若草山などの山間部を編入し、面積は535ヘクタールとなった。1949年から1951年（昭和24 - 26年）に寺院境内地の公園指定が解除され、面積は500ヘクタールに減少。1960年（昭和35年）、都市公園法に基づく「奈良公園」としてあらためて告示され、指定面積は502ヘクタールとなった。
県立都市公園奈良公園のうち、平坦部には以下の園地を含む。
- 登大路園地 - 興福寺境内隣接地（国宝館の北側と東側）
- 浅茅ヶ原園地 - 鷺池・浮見堂付近
- 荒池園地 - 荒池付近
- 浮雲園地 - 大仏殿交差点東側一帯
- 春日野園地 - 東大寺南大門東側
- 茶山園地 - 若草山への登り口
- 東塔跡園地 - 東大寺東塔跡付近
- 猿沢池園地 - 猿沢池付近
- みとりい池園地 - 県知事公舎西側の道路沿いの南北に細長い園地

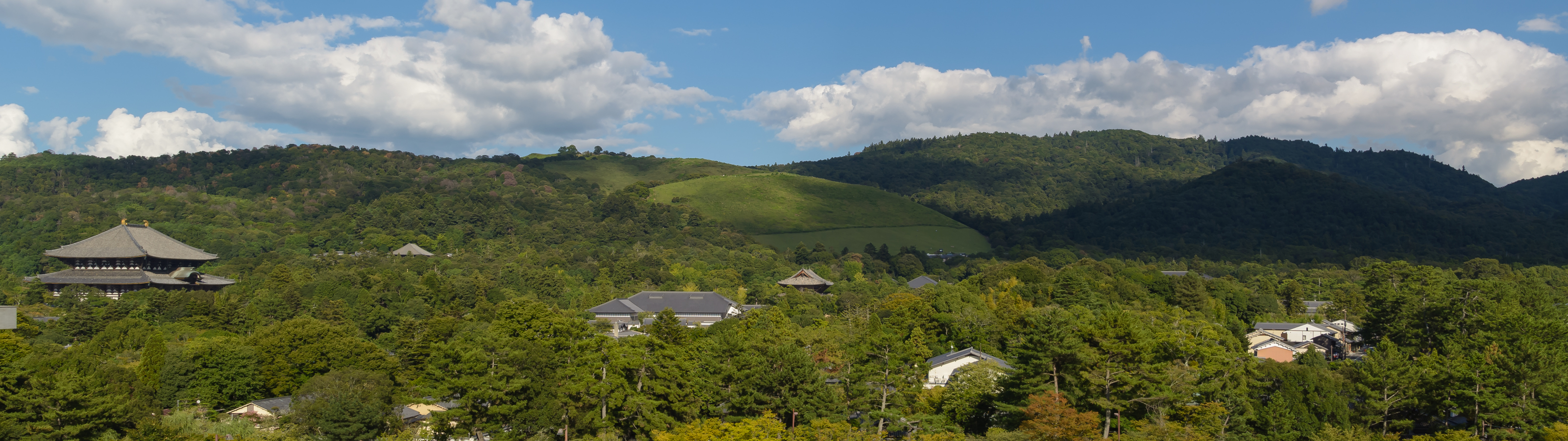
奈良県庁から見る奈良公園、左から東大寺・二月堂・若草山・御蓋山を望む

## 奈良公園と鹿

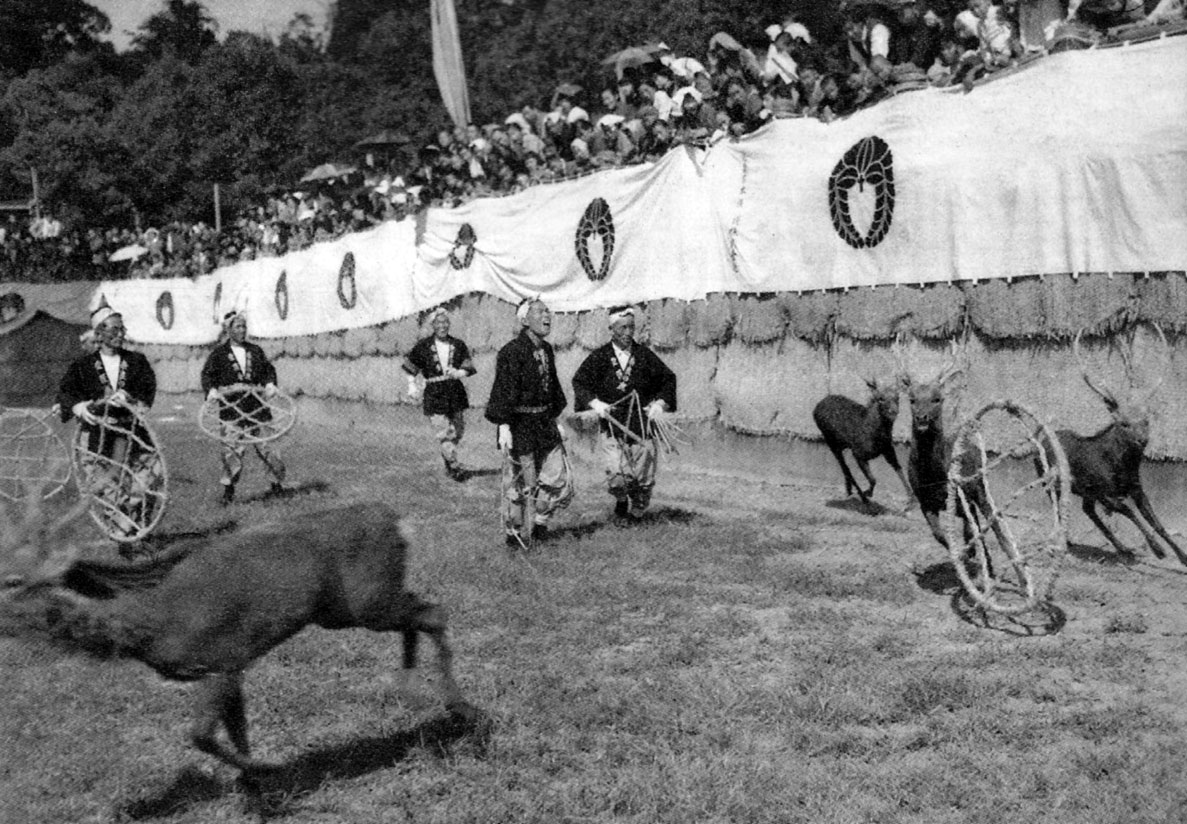
1953年（昭和28年）11月、13年ぶりに再開した「鹿の角切り」

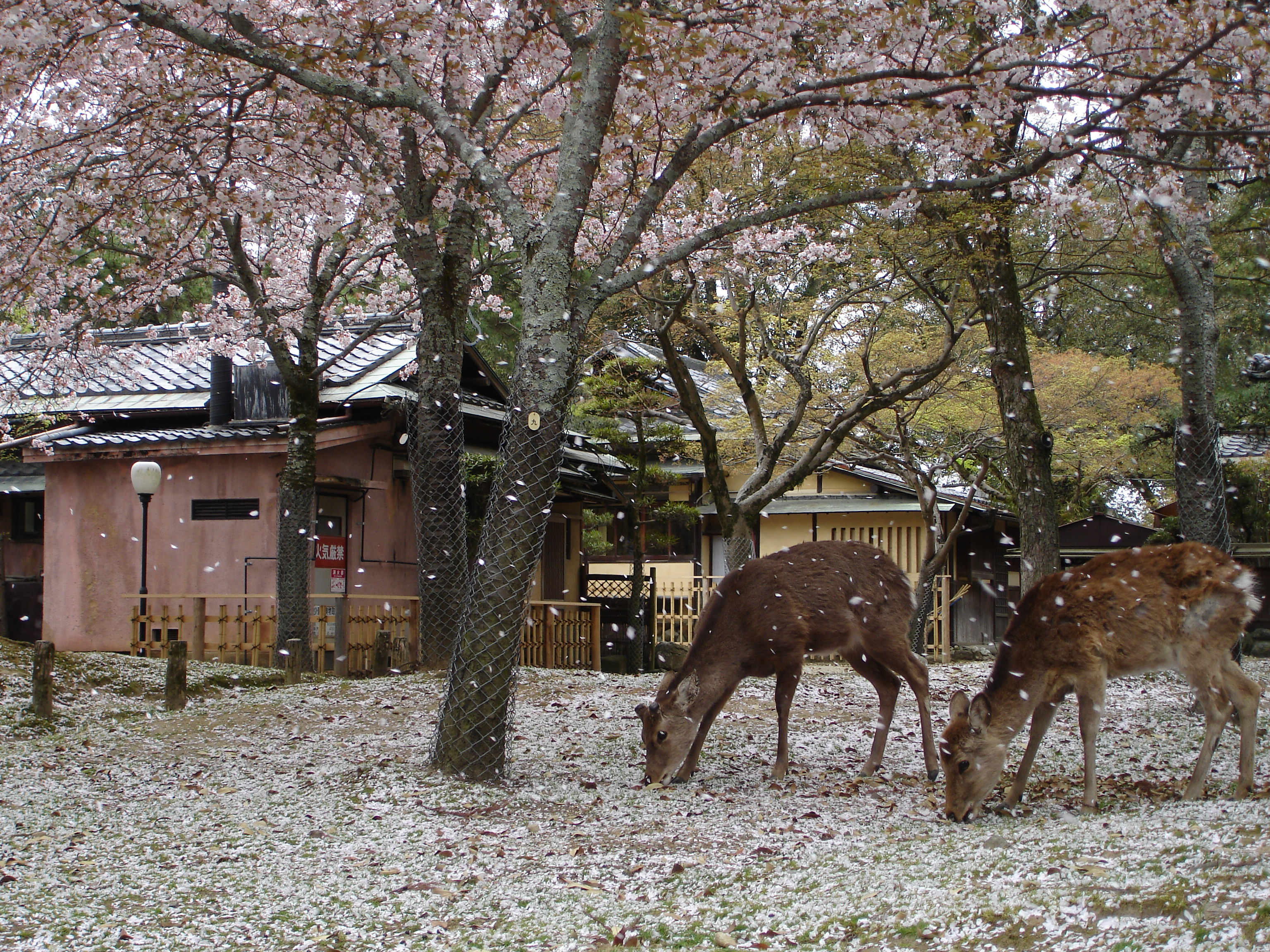
鹿と桜

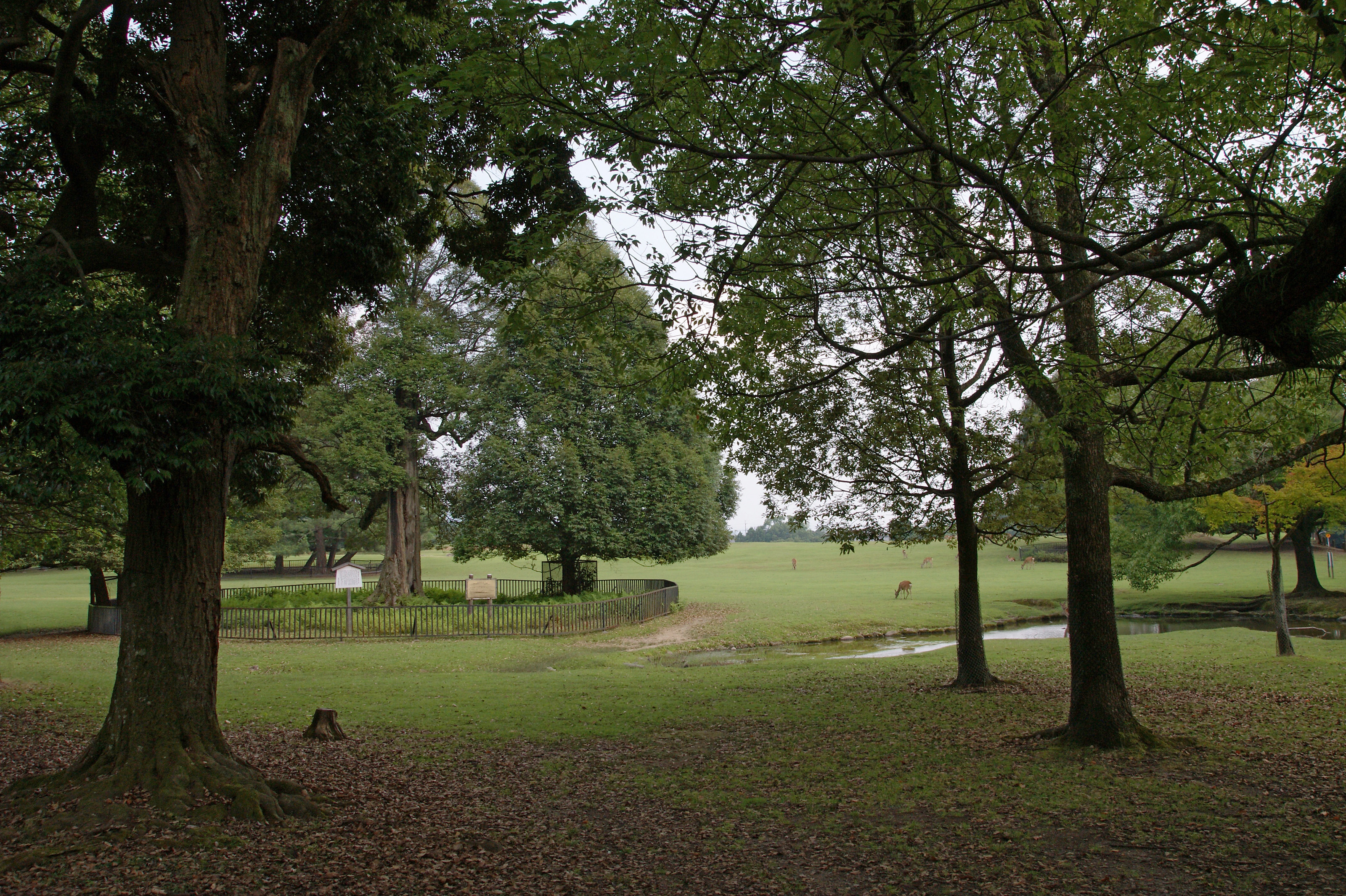
飛火野

公園内の大部分は芝生に覆われ、約1200頭に上る鹿が徘遊する。この鹿は奈良公園や周辺に生息する、国の天然記念物に指定されている野生動物である（=所有者はいない）。ただし、奈良地裁の判例から言えば、人の手により角切りや餌付けをされている「奈良のシカ」は無主物ではなく春日大社の占有物であり、野生のシカとは区別されている。
鹿は奈良の観光資源の一つでマスコット的存在であり、様々な鹿を意匠した土産物の販売や、1671年（寛文11年）に危険防止と樹木の保護のために始まった伝統行事の「鹿の角切り」や、1892年（明治25年）からラッパ、1949年（昭和24年）よりはナチュラルホルンで鹿を集め餌をやる「鹿寄せ」というイベントも行われている。また奈良公園の鹿は餌をもらう際にお辞儀をすることでも著名である。奈良公園の独特の植物の景観を作る働きもしている。なお、鹿せんべいが10枚200円で販売されている（2024年9月時点）。
2023年1月、福島大学、山形大学、奈良教育大学の合同研究チームは、紀伊半島に生息するニホンジカのうち、奈良公園のニホンジカが独自の遺伝子型を持つ集団であることを明らかにし、学術論文（Takagi et al. 2023, Journal of Mammalogy ）として公表した。遺伝子解析の結果、紀伊半島に生息するシカからは18種類のミトコンドリアDNA遺伝子型が検出された一方で、このうち奈良公園のシカからは紀伊半島の他の地域に生息するシカには見られない1種類だけの遺伝子型（S4）が検出された。また核DNAのSSR領域を使用した解析の結果、紀伊半島のニホンジカは奈良公園、東部、西部の大きく3つの遺伝的グループに分けられ、中央部では東部と西部の遺伝的グループが混合していることが明らかとなった。これらの3つ遺伝的グループの分岐年代推定を行ったところ約1000年以上前（推定最頻値で約1400年）に祖先集団から奈良公園グループが分岐し、約500年前に現在の東部グループと西部グループが分岐したことが推定された。本研究により、人間の影響が紀伊半島全域においてニホンジカの集団を縮小させてきたと同時に、孤立しながらも1000年以上も人間の保護によって生き延びてきた奈良のシカの歴史的背景が明らかとなった。
また、同研究グループは、2024年2月に奈良市内のニホンジカの血縁構造とその分布について解析した学術論文（Takagi et al. 2024, Conservation Science and Practice）を発表した。奈良市内のシカの血縁関係をDNA解析によって調べ、管理地区のシカの由来や交配の状況を調査し、以下の3点を明らかにした。(1) 管理地区では市外からやってきた個体が多く、一部は保護地区にも入り込んでいる可能性が高い。(2) 緩衝地区に近い管理地区では保護地区由来の個体と市外由来の個体が混在し、交配している。(3) 長期間の孤立や遺伝的独自性等の奈良公園集団の特徴は、現在、変化しつつある。この研究成果によって現在の奈良市外におけるシカの増加と分布の拡大によって、奈良公園のシカ集団の長期間の孤立や遺伝的独自性等といった特徴が変化しつつあることも示された。

### 子鹿
出産期である春には子鹿も多いが、出産期の母鹿は母性本能が強く、屡々攻撃的となるので注意が必要。また、母鹿は子鹿を匂いで判別するため、人が触ると人の匂いがついて授乳しなくなり、子鹿が危機的な栄養状態に陥ることがある。

### 由緒
この公園に鹿がいることには以下のような由来がある。鹿は春日大社の神使であり、春日大社創建の際、茨城県にある鹿島神宮の祭神・武甕槌命が神鹿に乗ってやってきたと伝えられる（春日大社は、鹿島神宮を含め3社の分霊から成る）。それゆえ、奈良公園の鹿は古くから手厚く保護されてきており、不慮の事故も含め、殺めると厳しい刑罰を受けた。伝説によると文鎮で鹿を殺してしまった子供が鹿の死骸とともに生き埋めとなり、その伝承墓が奈良公園周辺に残っている。今でも地元の住民は鹿に愛着の念と共に畏敬の念を併せ持つといわれる。
基本的には餌付けされていない野生による繁殖にもかかわらず、個体数を増やしていった。しかし、明治維新からは手厚い保護への反発から、戦中から戦後しばらくの間は食糧確保のため狩られ、その結果頭数が二桁まで激減した。その後は奈良市が「財団法人 奈良の鹿愛護会」を作り、保護に努め、その結果今日の生息数に至っている。この鹿は野生鹿として国の天然記念物に定められ、域内での無許可での捕獲や傷痍行為が罰則をともなって禁止されている。

### 奈良公園の鹿についての諸問題

注意書きの立て看板

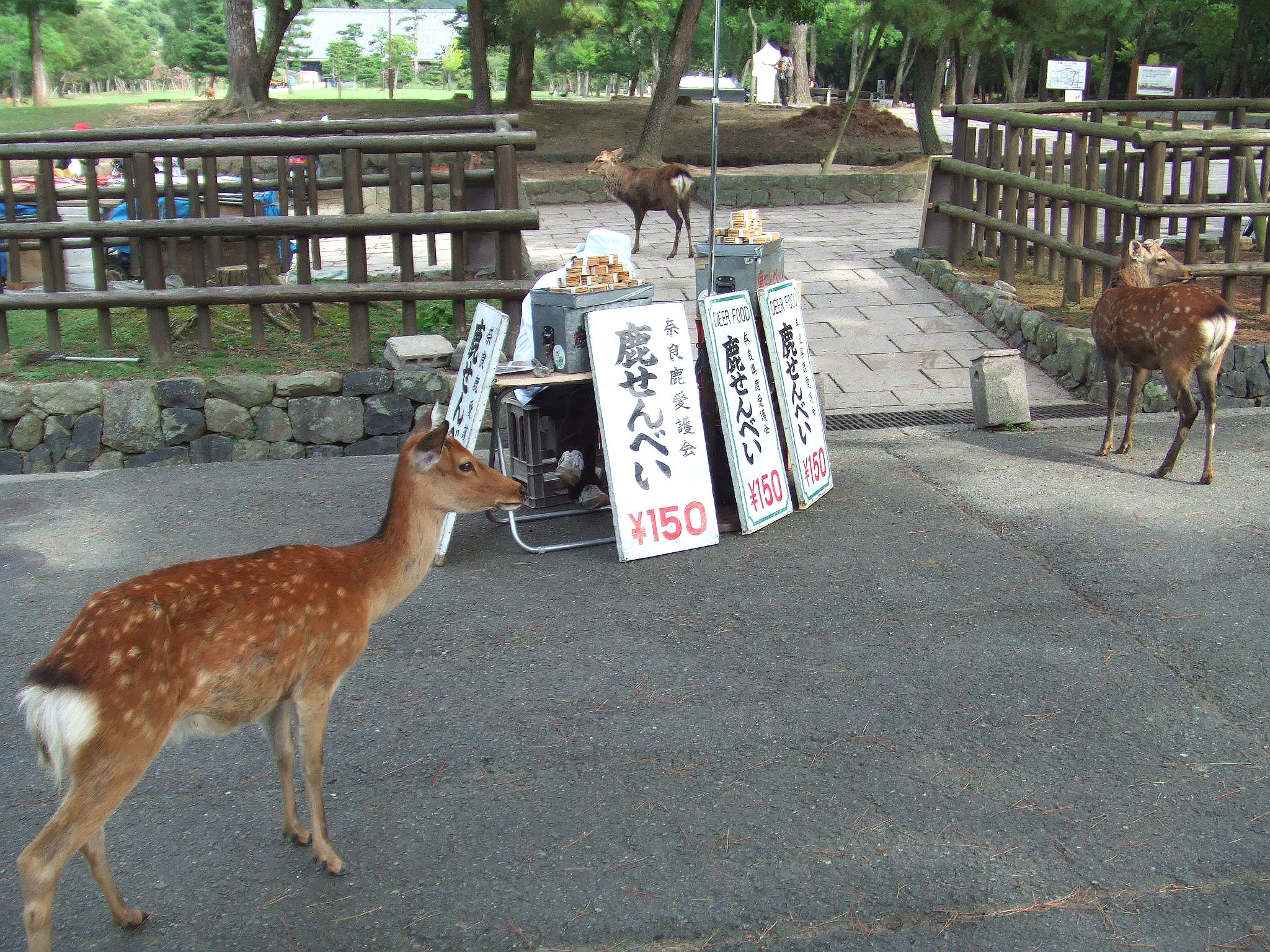
「販売中の鹿せんべいを、鹿は食べようとしない?」

乗用車の普及や幹線道路の整備に伴い、車と鹿の衝突・接触事故が多発しており、奈良公園界隈の道路では、常に鹿の飛び出しに注意を払う必要がある。「鹿の飛び出し注意」という交通標識まで存在する。
悪質な行為によって鹿が危害を加えられる事件もある。2003年には鹿がエアガンで撃たれる事件があり、2004年には果物ナイフで刺される事件も起き、2008年8月8日には漁具のヤスで刺されているのが見つかっている。2010年3月13日には春日大社の参道で矢が刺さった鹿が見つかったが、傷が深く後日死亡した。これ以前にも、1970年にも、10歳ぐらいの雄鹿が角をえぐりとられ、血まみれになって死んでいるのが見つかっている。この事件は、角欲しさの鹿殺しと推定されている。
本来、鹿は警戒心の非常に強い動物で、野生の鹿が人に近づくことは少ないが、奈良の鹿は神格化されたために手厚い保護を受けた影響もあり人を恐れない性質がある。ただし、5月から7月の出産期、9月から11月の発情期には気が荒くなっている場合もある。
奈良公園周辺では、鹿が道路を横断して交通を妨げたり、付近の家や敷地に入り込んだりする光景がしばしば見られる。隣接する奈良県庁の庭や、稀に近鉄奈良駅やJR奈良駅周辺にも出没することがある。過去にはJRの踏切で鹿が電車にはねられたこともある。
奈良の鹿については愛護団体である「奈良の鹿愛護会」が毎年調査しており、2021年発表の調査によれば、全1105頭（前年比181頭減）、うちオス217頭、メス806頭、子鹿82頭である。死亡原因は疾病80頭、交通事故59頭等となっている。最近では、「奈良の鹿愛護会」の財源不足が深刻であり、観光客に鹿せんべいの購入を積極的に勧めるなどの活動をしているが、根本的な解決には至っていないのが現状となっている。
その一方で、近在の農地を荒らすなどの農作物への被害が多く発生している。「奈良市鹿害阻止農家組合」の県知事への要望書によれば、「公園周辺、公園から遠く離れた地域にも出没し、野菜、水稲、植木・苗木等を食い荒らし、フェンスや海苔網の鹿を傷つけない柵での対応では被害が減らず、長年にわたり鹿との戦いで組合員の高齢化にもよりたいへん疲れはてております」という。「共生できる理想と思われる」700 - 800頭まで数を減らすことも含め、被害補償などへの要望が出されている。

## 公園内の主な施設
- 東大寺
- 春日大社
- 興福寺
- 正倉院
- 奈良国立博物館
- 依水園
- 奈良春日野国際フォーラム 甍～I・RA・KA～
- 登大路園地
- 浅茅ヶ原園地
- 荒池園地
- 浮雲園地
- 春日野園地
- 猿沢池園地
- 東塔跡園地
- みとりい池園地
- 若草山
- 奈良春日野野球場（1913年9月開場・1988年閉場）：かつて公園内にあった野球場。1949年11月7日、奈良県で初のプロ野球公式戦が開催された（大阪タイガース対東急フライヤーズ）他、1950年代には中日ドラゴンズが春季キャンプで使用した[15]。

## 年間行事
- 若草山焼き（1月第4土曜日）
- 鹿寄せ（1月29日 - 3月11日までの毎日）
- 春日大社節分万燈籠（2月3日 節分の日）
- 興福寺追儺会（2月3日 節分の日）
- 東大寺二月堂修二会（3月1日 - 3月14日）
- 若草山春の開山 （3月18日 - 6月18日）
- 興福寺北円堂 春の特別開扉 （4月28日 - 5月7日）
- 東大寺聖武天皇祭 （5月1 - 3日）
- 氷室神社献氷祭 （5月1日）
- 春日大社 子供の日舞楽演奏会（5月5日）
- 薪御能（5月11日・12日）
- ライトアッププロムナードなら（7月1日 - 10月31日）
- 東大寺解除会（7月28日）
- なら燈花会（8月6日 - 8月15日）
- 東大寺大仏様お身ぬぐい （8月7日）
- 春日大社中元万燈籠 （8月14日・15日）
- 東大寺万燈供養会（8月15日）
- 大文字送り火（8月15日）
- バサラ祭り（8月末期）
- 奈良県新公会堂庭園芝能（9月10日）
- 若草山秋の開山 （9月10日 - 11月27日）
- 猿沢池采女祭（9月 中秋の名月となる日に行われる）
- 興福寺塔影能10月1日）
- 鹿の角きり （10月上旬の土日祝）
- 興福寺南円堂特別開扉（10月17日）
- 正倉院展 （10月下旬 - 11月上旬）
- 春日大社 文化の日 舞楽演奏会 （11月3日）
- 春日若宮おん祭 （12月15日 - 12月18日）
- 東大寺 法華堂執金剛神像特別開扉 （12月16日）

## 交通アクセス

### 鉄道
- 近鉄奈良駅より東へ徒歩5 - 15分。
- JR奈良駅より三条通りを東へ徒歩15 - 30分。
またはJR・近鉄の各奈良駅から市内循環バス外回り「氷室神社・国立博物館」・「東大寺大仏殿・春日大社前」・「春日大社本殿」下車。

### 自動車
- 名阪国道天理インターチェンジから国道169号を北へ9キロメートル。
- 第二阪奈有料道路宝来ランプから大宮通りを東へ6キロメートル。
- 京奈和自動車道木津インターチェンジから国道24号（奈良方面） - 国道369号で10キロメートル。

なお、奈良公園周辺では行楽シーズンの交通渋滞の常態化が問題になっており、観光バス抑制のため奈良公園へのアクセスに利用されてきた奈良県営大仏殿前駐車場は2019年春に廃止された。

## 奈良公園を題材とした作品
- フランスの作曲家オリヴィエ・メシアンの作品『7つの俳諧』（1962年）の第2曲には「奈良公園と石灯籠」というタイトルが付けられている。この『7つの俳諧』は、メシアンが1962年に来日し奈良をはじめとする日本各地を訪れた折の印象を作品としてまとめたものである。
- 吉永小百合 - 「奈良の春日野」奈良公園の鹿を題材にした楽曲である。
- 山本正之 - 「奈良公園のシカ」アルバム『才能の遺跡』に収録されている楽曲である。

## 周辺情報
- 奈良県庁
- 奈良地方検察庁
- 奈良県立美術館
- 奈良県文化会館
- 入江泰吉旧居
- 奈良女子大学
  - 奈良女子大学附属中等教育学校
- 奈良教育大学
  - 奈良教育大学附属小学校
  - 奈良教育大学附属幼保連携型認定こども園
- 奈良ホテル
- 新薬師寺
- 志賀直哉旧居
- 奈良市鴻ノ池運動公園
  - 奈良市鴻ノ池陸上競技場
  - 奈良市鴻ノ池球場